# CS Politehnica Iași (rugby)

CS Politehnica Unirea Iași este un club de rugby din Iași, România. În prezent echipa joacă în Divizia Națională de Seniori și dispută meciurile de acasă pe Stadionul Tepro din Iași. Cea mai importantă performanță a echipei este câștigarea Cupei României în sezoanele 1979 și 2003.
Cea mai bună poziționare în campionat este obținută în anul 2000, an în care echipa a primit medaliile de bronz pentru clasarea pe locul al treilea în primul eșalon al rugbyului românesc.

## Istorie
Echipa de rugby ieșeană a fost înființată în anul 1952 și s-a numit Știința. Ea a fost afiliată pe lângă Facultatea de Textile din cadrul Institutului Politehnic. În 1957, echipa a promovat în Divizia A, tot cu denumirea de Știința Iași, după care, în anii următori, ea devine CSMS Iași și mai apoi Politehnica Iași, în 1964.
În 1978 echipa a fost preluată de către Gh. Drobota de la Dumitru Titi Ionescu.
În finala din 1979 Politehnica Iași a învins Steaua cu scorul de 28 - 16 (16-10) pe stadionul Arcul de Triumf din București, fiind prima echipă din provincie care reușește să obțină acest titlu. Iată și echipa care a adus cupa la Iași, în 1979: Patrahau, Ebu, Petru(Iliescu), Drumea, Andrei, Nemesniciuc, Nistor, Macaneata, Florescu, Popa, Manea, Bogheanu, Dima, Mititelu, Grecu(Verives). Arbitrul întâlnirii a fost Alexandru Lemneanu.
Din 1982 formația de rugby se numește Politehnica Agronomia, la care s-au adăugat numele unor sponsori de-a lungul anilor sau a Școlii Sportive Unirea, cu care colaborează. Numele celui care s-a identificat practic cu rugbyul ieșean timp de mai mult de cinci decenii este Prof. dr. ing. Eugen Popa, care s-a aflat la conducerea secției de rugby încă din octombrie 1952.
În 2016, echipa ieșeană este invitată în SuperLigă și joacă în prima competiție a sezonului, Cupa României, din postura de participantă în primul eșalon valoric al țării. 
După un sezon și jumătate în Superliga Cec-Bank, în 2017, clubul s-a desființat din cauza lipsei de fonduri din partea primarului Mihai Chirica, care își făcuse campanie electorală drept iubitor al sportului ieșean. Acesta a fost de asemenea în spatele desființării echipelor politehnicii la secțiile de handbal masculin, baschet feminin și masculin și volei feminin.

## Palmares
Locul 3 - SuperLiga: 2000
Cupa României: 1979, 2003
Cupa Moldovei: 1968